# Rubén Anuarbe Martín
Rubén Anuarbe Martín (Madrid, España, 18 de junio de 1981), más conocido futbolísticamente como Anuarbe, es un exfutbolista español. Jugaba como defensa y tras pertenecer a la A.D. Alcorcón, retorna a su primer equipo, el Club de Fútbol Fuenlabrada, donde se retiró al término de la temporada 2016/17. Actualmente ejerce como delegado del equipo del sur de Madrid.

## Trayectoria
```
El lateral llegó en 2008 al 
Racing Club Portuense
 tras varias temporadas mostrando una gran regularidad en el Grupo I de Segunda División B, este lateral adaptable a ambos costados llega de la mano del técnico 
Albert Ferri
. Llegó al Alcorcón en 2009 y con anterioridad militó en el Fuenlabrada, Lanzarote y San Sebastián de los Reyes.
[
1
]
```

En el año 2010 el jugador seguiría en el Alcorcón en el debut del equipo alfarero en Segunda División. El madrileño ha vivido una gran experiencia en el equipo madrileño, con el 'Alcorconazo' ante el Real Madrid en Copa y el ascenso a Segunda. En 2012 regresa al CF Fuenlabrada para la nueva aventura del equipo en la Segunda B. Tras 5 años en el conjunto del Fernando Torres, el jugador pone punto final a su carrera, convirtiéndose en el delegado del primer equipo.Tiene una niña y un niño, la niña se llama Emma y el niño se llama Adrian. Su mujer es Sonia ballesteros

## Clubes
| Club                                       | País   | Años      |  |
| ------------------------------------------ | ------ | --------- |  |
| Club de Fútbol Fuenlabrada                 | España | 2003-2004 |  |
| Unión Deportiva Lanzarote                  | España | 2004-2005 |  |
| Unión Deportiva San Sebastián de los Reyes | España | 2005-2008 |  |
| Racing Club Portuense                      | España | 2008-2009 |  |
| A.D. Alcorcón                              | España | 2009-2012 |  |
| CF Fuenlabrada                             | España | 2012-2017 |  |